# Lijst van nummer 1-hits in de UK Singles Chart in 2008
Deze hits stonden in 2008 op nummer 1 in de UK Singles Chart:
| Datum        | Artiest                                | Titel               |
| ------------ | -------------------------------------- | ------------------- |
| 5 januari    | Leon Jackson                           | When you believe    |
| 12 januari   | Leon Jackson                           | When you believe    |
| 19 januari   | Basshunter                             | Now You're Gone     |
| 26 januari   | Basshunter                             | Now You're Gone     |
| 2 februari   | Basshunter                             | Now You're Gone     |
| 9 februari   | Basshunter                             | Now You're Gone     |
| 16 februari  | Basshunter                             | Now You're Gone     |
| 23 februari  | Duffy                                  | Mercy               |
| 1 maart      | Duffy                                  | Mercy               |
| 8 maart      | Duffy                                  | Mercy               |
| 15 maart     | Duffy                                  | Mercy               |
| 22 maart     | Duffy                                  | Mercy               |
| 29 maart     | Estelle & Kanye West                   | American boy        |
| 5 april      | Estelle & Kanye West                   | American boy        |
| 12 april     | Estelle & Kanye West                   | American boy        |
| 19 april     | Estelle & Kanye West                   | American boy        |
| 26 april     | Madonna & Justin                       | 4 minutes           |
| 3 mei        | Madonna & Justin                       | 4 minutes           |
| 10 mei       | Madonna & Justin                       | 4 minutes           |
| 17 mei       | Madonna & Justin                       | 4 minutes           |
| 24 mei       | The Ting Tings                         | That's not my name  |
| 31 mei       | Rihanna                                | Take a bow          |
| 7 juni       | Rihanna                                | Take a bow          |
| 14 juni      | Mint Royale                            | Singin' in the rain |
| 21 juni      | Mint Royale                            | Singin' in the rain |
| 28 juni      | Coldplay                               | Viva la vida        |
| 5 juli       | Ne-Yo                                  | Closer              |
| 12 juli      | Dizzee Rascal & Calvin Harris & Chrome | Dance wiv me        |
| 19 juli      | Dizzee Rascal & Calvin Harris & Chrome | Dance wiv me        |
| 26 juli      | Dizzee Rascal & Calvin Harris & Chrome | Dance wiv me        |
| 2 augustus   | Dizzee Rascal & Calvin Harris & Chrome | Dance wiv me        |
| 9 augustus   | Kid Rock                               | All summer long     |
| 16 augustus  | Katy Perry                             | I Kissed a Girl     |
| 23 augustus  | Katy Perry                             | I Kissed a Girl     |
| 30 augustus  | Katy Perry                             | I Kissed a Girl     |
| 6 september  | Katy Perry                             | I Kissed a Girl     |
| 13 september | Katy Perry                             | I Kissed a Girl     |
| 20 september | Kings Of Leon                          | Sex on fire         |
| 27 september | Kings Of Leon                          | Sex on fire         |
| 4 oktober    | Kings Of Leon                          | Sex on fire         |
| 11 oktober   | Pink                                   | So what             |
| 18 oktober   | Pink                                   | So what             |
| 25 oktober   | Pink                                   | So what             |
| 1 november   | Girls Aloud                            | The promise         |
| 8 november   | The X Factor Finalists                 | Hero                |
| 15 november  | The X Factor Finalists                 | Hero                |
| 22 november  | The X Factor Finalists                 | Hero                |
| 29 november  | Beyoncé                                | If I were a boy     |
| 6 december   | Take That                              | Greatest day        |
| 13 december  | Leona Lewis                            | Run                 |
| 20 december  | Leona Lewis                            | Run                 |
| 27 december  | Alexandra Burke                        | Hallelujah          |

1952 ·
1953 ·
1954 ·
1955 ·
1956 ·
1957 ·
1958 ·
1959 ·
1960 ·
1961 ·
1962 ·
1963 ·
1964 ·
1965 ·
1966 ·
1967 ·
1968 ·
1969 ·
1970 ·
1971 ·
1972 ·
1973 ·
1974 ·
1975 ·
1976 ·
1977 ·
1978 ·
1979 ·
1980 ·
1981 ·
1982 ·
1983 ·
1984 ·
1985 ·
1986 ·
1987 ·
1988 ·
1989 ·
1990 ·
1991 ·
1992 ·
1993 ·
1994 ·
1995 ·
1996 ·
1997 ·
1998 ·
1999 ·
2000 ·
2001 ·
2002 ·
2003 ·
2004 ·
2005 ·
2006 ·
2007 ·
2008 ·
2009 ·
2010 ·
2011 ·
2012 ·
2013 ·
2014 ·
2015 ·
2016 ·
2017 ·
2018 ·
2019 ·
2020 ·
2021
- Nederland (Top 40)
- Nederland (Single Top 100)
- Nederland (3FM Mega Top 50)
- Nederland (Kink 40)
- Nederland (DVD Top 30)
- Vlaanderen (Radio 2 Top 30)
- Vlaanderen (Ultratop 50)
- Vlaanderen (Top 30 van Ultratop)
- Vlaanderen (De Afrekening)
- Wallonië
- Australië
- Canada
- Denemarken
- Duitsland
- Frankrijk
- Ierland
- Italië
- Nieuw-Zeeland
- Noorwegen
- Oostenrijk
- Spanje
- Verenigd Koninkrijk
- Verenigde Staten (Hot 100)
- Zweden
- Zwitserland